# توم فيتزجيرالد
توم فيتزجيرالد (بالإنجليزية: Tom Fitzgerald)‏ هو مدرب كرة قدم ولاعب كرة قدم أمريكي، ولد في 14 مارس 1951 في ليك لوزيرن في الولايات المتحدة، وتوفي في 4 ديسمبر 2004 في South Tampa ‏ في الولايات المتحدة.